# Levi (Tori)
Levi – wieś w Estonii, w prowincji Parnawa, w gminie Tori.